# لي شوبين
لي شوبين (بالصينية: Li Shubin) هو مدرب كرة قدم ولاعب كرة قدم صيني في مركز الهجوم، ولد في 10 يناير 1955 في شنيانغ في الصين. شارك مع منتخب الصين لكرة القدم. أما مع النوادي، فقد لعب مع نادي شنجن.